# Wiorzyska
Wiorzyska [pronunciación en polaco: /vjɔˈʐɨska/] es un asentamiento en el distrito administrativo de Gmina Zadzim, dentro del Distrito de Poddębice, Voivodato de Łódź, en Polonia central. Se encuentra aproximadamente a 9 kilómetros al noreste de Zadzim, a 9 kilómetros al sur de Poddębice, y a 36 kilómetros al oeste de la capital regional Łódź.